# Oberstinkenbrunn
Oberstinkenbrunn ist eine Katastralgemeinde von Wullersdorf im Bezirk Hollabrunn in Niederösterreich.

## Geografie
Oberstinkenbrunn liegt im nördlichen Niederösterreich auf einer Seehöhe von ca. 244 Meter. Für die Namensgebung war vermutlich eine Quelle oder ein Brunnen mit schwefelhaltigem Wasser verantwortlich.
Oberstinkenbrunn hat 214 Einwohner (Stand 1. Jänner 2024).

## Geschichte
A. Kraker machte spätpaläolithisch-frühmesolithische Funde (Klingen, Schaber, Kratzer, Stichel, Bohrer, Kerne und Abschläge) in Oberstinkenbrunn 1979 durch einen kleinen Artikel in der Zeitschrift „Unsere Heimat“ erstmals bekannt. Der größte Teil des Fundmaterials (77,3 %) besteht aus Hornstein.
Aufgrund der typochronologischen Auswertung ergibt sich für die Oberflächenfunde von Oberstinkenbrunn eine Datierung vom Spätpaläolithikum bis in das Neolithikum. Durch die Betrachtung der Schlagtechnik kann eine weitere Einschränkung auf Spätpaläolithikum und Frühmesolithikum gewagt werden.
Das Gebiet war bereits in der Römerzeit (2. Jh. n. Chr.) besiedelt, die erste urkundliche Nennung des Ortes findet sich in einer Mailberger Urkunde aus dem Jahre 1291. Im Laufe der Zeit entwickelte sich aus dem ursprünglichen Linsenangerdorf ein Mehrstraßenort. Oberstinkenbrunn gehörte von 1338 bis 1782 der Kartause Gaming. 1346 erhielt das Kloster auch die hohe Gerichtsbarkeit verliehen, weshalb Oberstinkenbrunn aus dem Landgericht Eggenburg ausgegliedert wurde und fortan einen eigenen Landgerichtssprengel bildete. 1710 wurde Oberstinkenbrunn zum Markt erhoben, im 20. Jh. jedoch nach Wullersdorf eingemeindet.
1935 fiel die Gastwirtin Katharina Hicker in Oberstinkenbrunn einem Raubmord zum Opfer. Die beiden Täter wurden bald darauf verhaftet, zum Tode verurteilt und im Landesgericht für Strafsachen Wien am Würgegalgen hingerichtet.

## Kultur und Sehenswürdigkeiten

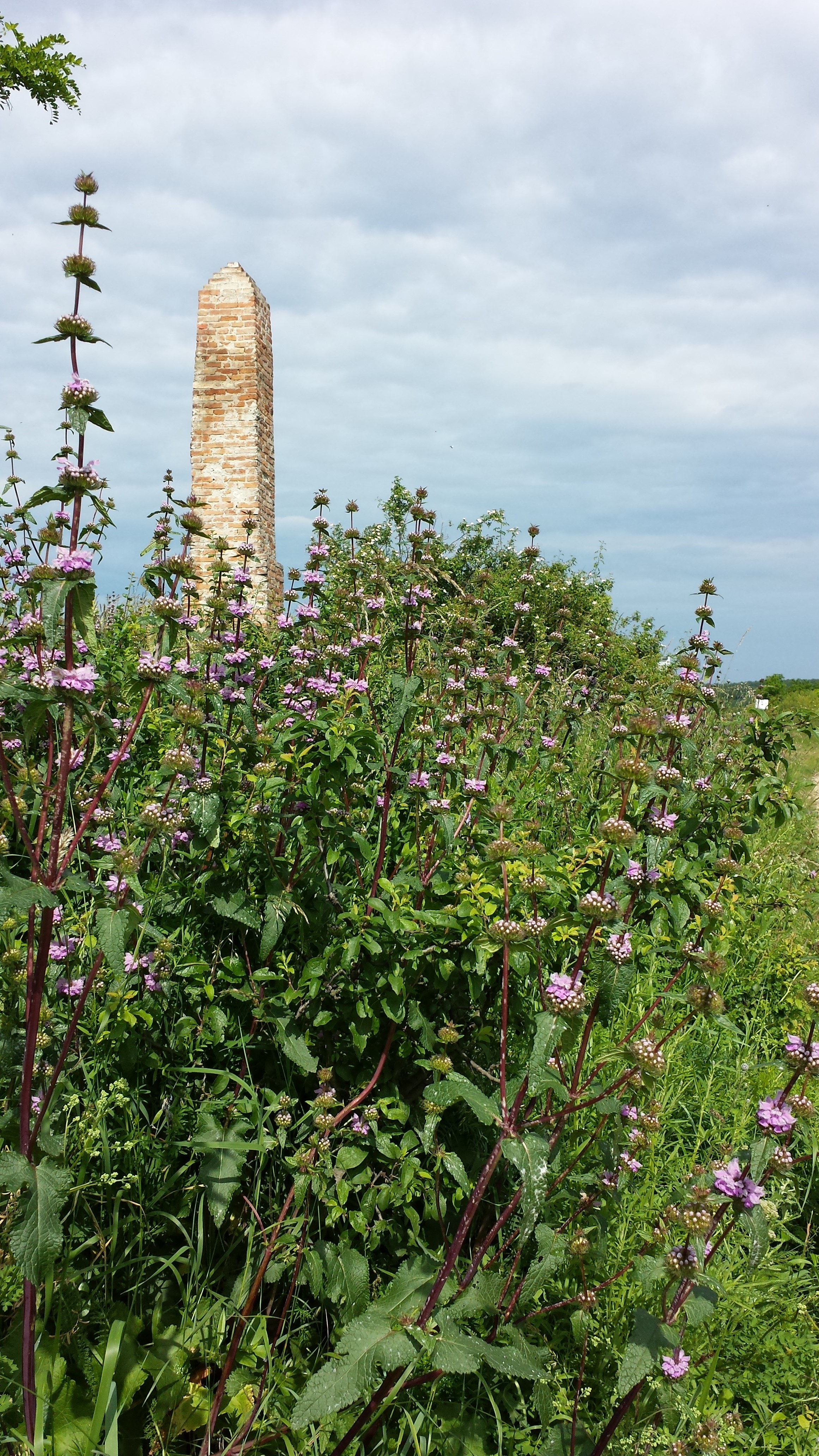
Säule des ehemaligen Galgens, umgeben vom seltenen Knollen-Brandkraut

- Katholische Pfarrkirche Oberstinkenbrunn hl. Leonhard: Dominierend auf der Spitze des ehemaligen Hausberges befindet sich die im Kern gotische, barockisierte Pfarrkirche.[3]
- In der Ortsmitte steht ein Pranger aus dem 18. Jahrhundert.
- Nördlich des Ortes befindet sich der Galgenberg, ein Vorberg des Buchberges. Auf dessen Kuppe ist vom ehemaligen Galgen eine aus Ziegeln gemauerte Säule erhalten geblieben. Die Bergkuppe stellt zudem ein naturgeschütztes, national wertvolles Trockenrasengebiet dar, das 1972 zum Naturdenkmal erklärt wurde.

## Persönlichkeiten
- Hans Naderer (1891–1971), katholischer Bühnenschriftsteller und Journalist im Parlamentsdienst
- Anton Schönhofer (1850–1918), Orgelbauer in Pressburg